# 差點
差點（英語：Handicap）是用來量度業餘高爾夫球手潛在能力的數值。數值越大代表球手的能力越低，亦即是說要打更多的桿數才能完成18洞的比賽。例如，一個差點數值20的球手應該有能力以92桿完成標準桿72的18洞比賽。部份球場要求落場的球手達到某差點要求，以免他們拖累比賽的進程或打壞草地。要取得或調整差點數值，球手必須完成最少5場18洞的比賽，填妥計分表，並且向當地的高爾夫球監管機構提出申請。

## 外部連結
- USGA Handicap System （页面存档备份，存于） (used in the United States and Mexico)
- Unified Handicapping System by the Council of National Golf Unions (used in Great Britain and Ireland)
- South African Golf Association Handicap System[永久] (used in South Africa)
- Golf handicap FAQ （页面存档备份，存于） (US rules)
- EGA Handicap System  (used in continental Europe)